# 九九式手榴弾
九九式手榴弾（きゅうきゅうしきてりゅうだん）は、1939年（昭和14年･皇紀2599年）に大日本帝国陸軍（以下陸軍という）で開発された手榴弾である。

## 概要
第二次世界大戦中、陸軍で使用された代表的な手榴弾として 九七式手榴弾が挙げられる。しかし、日中戦争から太平洋戦争へ進む中、軍での手榴弾の需要は増加傾向にあった。そのため1938年（昭和13年）4月、陸軍では大量生産が可能、小型で軽量化された手榴弾の研究を開始、九七式手榴弾開発の2年後に九九式手榴弾は制式化された。九九式手榴弾は2種類が開発され、それぞれ九九式手榴弾（甲）、九九式手榴弾（乙）と呼ばれた。太平洋戦争中の1943年にアリューシャン列島のキスカ島でアメリカ軍は九九式手榴弾を発見している。そのためアメリカ軍ではそれ以降九九式手榴弾を「キスカ（Kiska）」と呼称するようになった。総生産数は約1千万個程度とされる。

## 開発
九九式手榴弾（甲）は1938年4月、近接戦闘兵器研究委員会の研究方針に基づいて開発が開始された。弾量を減らして手榴弾の投擲距離の増大をはかり、また擲弾器で放射できるものを得るため、九九式手榴弾（乙）とともに研究を開始した。1938年8月に富津射場にて第一回試験が実施された。結果はおおむね良好であった。この後、弾体を鋳鉄製へと変更、形状を卵形に変更、信管の様式の修正が行われた。数次の試験を経過後、卵形の形状は、炸薬資源の関係上採用が困難であることから断念された。形状が再び円筒形へ変更され、九九式手榴弾（甲）として1940年6月に仮制式が上申された。
九九式手榴弾（乙）は、1938年4月に近接戦闘兵器研究委員会によって研究開始。投擲距離の増大を主な目的とした。また門管式発火装置の開発を陸軍造兵廠東京研究所に委託した。1938年8月、富津射場で第一次試験を行った。このときは信管の発火機能に不十分な点があり、改修が行われた。改修された手榴弾が中支の一線部隊に送られ、試験が行われた。引き索の切断、環が指から外れるなどの不具合があったものの、携行と投擲に便利であり、曳火秒時が適切であるという結果が得られた。こののち、門管薬剤の改正、引索の抗力を増大、環の形状を改修、延期薬を改正して起爆の確実性を改善した。また耐水性を補強した。1939年10月、北満州で試験、同月には陸軍歩兵学校で実用試験を委託した。実用に達したことを確認し、1940年6月に九九式手榴弾（乙）として仮制式を上申した。

## 構造

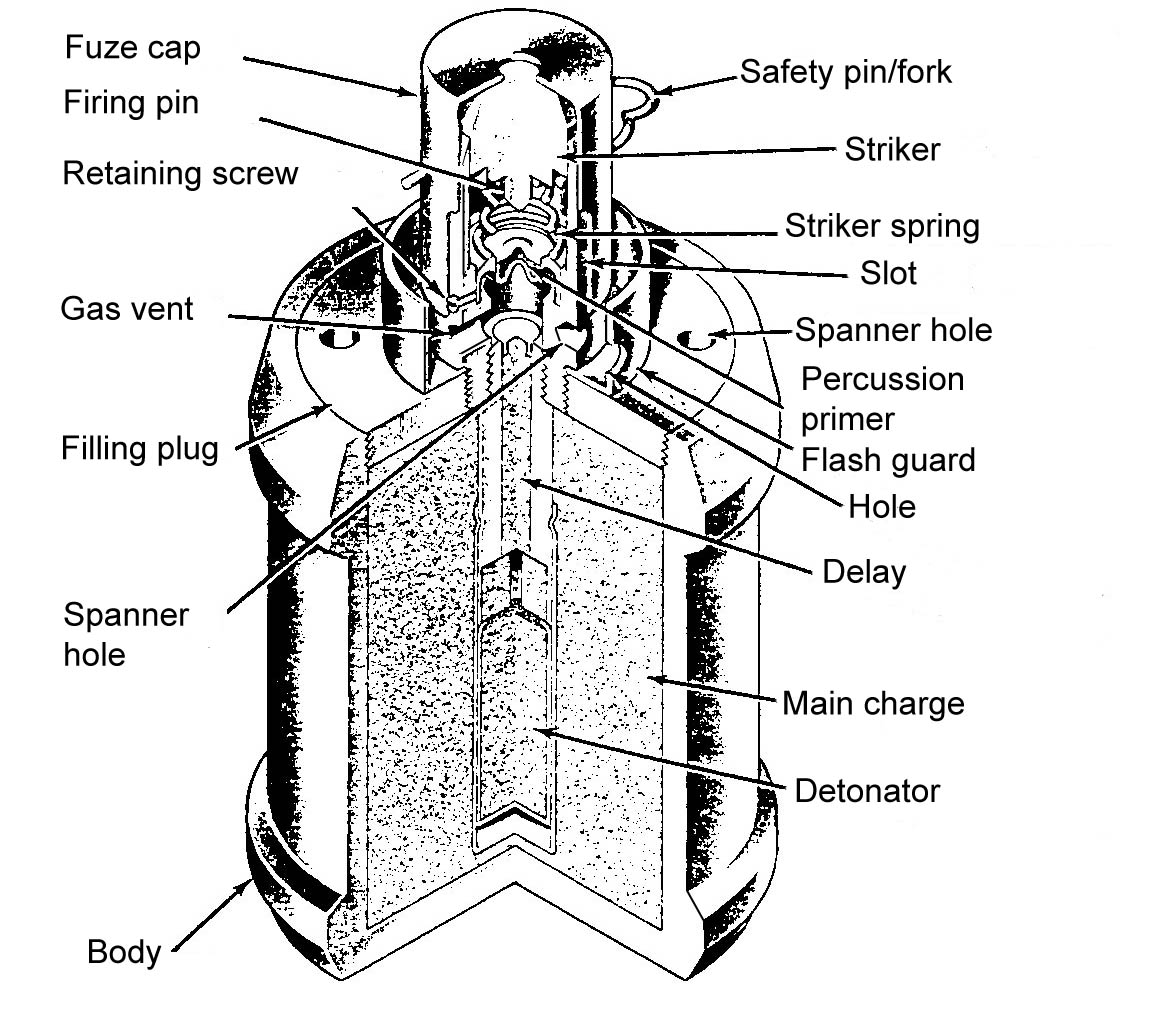
内部構造図。

特徴としては、九七式手榴弾が「破片手榴弾」であるのに対し、九九式手榴弾は「爆破用手榴弾」として開発されたため、同時期の各国製手榴弾のほぼ共通した特徴である表面の溝が無くなっている。信管基部及び弾体側面下部には製造年などが刻印され、九九式手榴弾（甲）の爆発までの遅延時間は九七式と同じく「4-5秒」である。また威力に関しては九七式手榴弾に比べて一回り小さい分、炸薬にTNT火薬より威力が大きいピクリン酸火薬が使用された。ピクリン酸は石炭を乾留して得たフェノールを硝酸化することで大量調達が容易であることが採用理由であった。ピクリン酸は日露戦争中の下瀬火薬と同一で、日本陸軍での呼称は黄色薬である。ピクリン酸は、意外なことに傷薬としての効能ももっていた。

### 九九式手榴弾（甲）
九九式手榴弾（甲）は弾径44.8mm、全高87.2mm、全備弾量約300gである。弾体は鋳鉄製である。本手榴弾は円筒形で外面上下2箇所に定心帯を持つ弾体と、蓋螺から構成される。蓋螺は中央に信管を取り付けるネジ部分を弾頭に持つ。
信管には九九式手榴弾（甲）用信管を用いた。構造は九七式手榴弾の信管とほぼ同一である。異なる部分は、撃針は固定式で、安全栓の効力を増し、起爆筒室の内部に起爆筒を収容、火道の下端にこれを装着して一体化したことであった。また信管頂部の被帽の形式を修正、止めネジで信管体からの脱落を防止した。ほか、噴気孔からの火炎による火傷防止のためガス受けを付けた。九七式までは、使用前に安全栓と被帽を外して撃針をねじ込んでおかねばならなかったが、九九式ではその必要が無くなった。
九九式手榴弾（甲）の発火方式は撃針発火式である。信管を叩くと衝撃により撃針が雷管に接触し発火、火道内の火薬を燃焼させ、4-5秒後に起爆し炸裂する。その他にも小銃の先端に小銃擲弾発射器（一〇〇式擲弾器）を使用し、九九式手榴弾を発射させることが出来た。擲弾器による使用の場合は安全栓をとり、信管を上として擲弾器へ装填する。銃に実包を込めて発射するとガス圧が擲弾器から手榴弾底面へ導かれ、放射される。この際、信管は慣性で撃針を叩いて発火させる。射距離は約100m程度であった。

### 九九式手榴弾（乙）
九九式手榴弾（乙）は手投げ専用であり、門管式の信管を持つ。弾径44mm、全高72mm、全備重量約275g。円筒形の鋳鉄製弾体を持ち、炸薬は黄色薬55gを使用した。
信管は体、門管、辱輪、蓋、火道、起爆筒、覆筒、緊定螺から構成される。門管と火道、起爆筒は覆筒と緊定螺で体と結合した。また門管、門管引索、輪は蓋をかぶせ、体に取り付けることで保護された。九九式手榴弾（乙）の信管は摩擦発火式である。信管は門管式と呼ばれ、環のついた引索が装着されている。この引索には摩擦により発火するための摩擦剤が塗られており、信管内部の点火薬を発火させる。
使用に際しては弾体を持ち、蓋を取り去る。信管につながれている引索と環をとり、環を指にはめる。信管が小指の方に来るよう弾体を握り、投擲する。投げると引索と環は手元に残る。引索の摩擦剤が点火剤を発火させると火道が燃焼し、4秒後に弾体が炸裂する。
九九式手榴弾（乙）は、九九式手榴弾（甲）よりも信管の構造が簡単で廉価であり、量産に適したほか、代用炸薬の使用が可能であった。擲弾器での発射機能は与えられていなかったが、九九式手榴弾（乙）は信管にワイヤーを結合し、トラップに用いることができた。殺傷効果のある破片が放出される範囲は約5m。投擲距離は約30m程度であった。
発火時、九七式手榴弾ではよく遅延信管から排出される白煙で手に火傷を負う事があったため、九九式では火傷を負わないように手榴弾上部の信管部に保護帯が取り付けられている。生産に関しても製造工程の簡略化から、大戦中を通して軍需工場の他にも民間の鋳物工場でも簡単に生産が可能であった。